# Шкуратова Поліна Олександрівна
Шкуратова Поліна Олександрівна (25 квітня 1947, Полтава — 1 квітня 2022, Луганськ) — радянська та українська театральна актриса, Заслужена артистка України (1993).

## Біографія
Народилася 25 квітня 1947 року в Полтаві.
Працювала в театрі на початку 1965 року актрисою Луганського обласного музично-драматичного театру. У 1966 році стала студенткою Харківського державного інституту мистецтв, де провчилася три курси. З 1969 по 1971 роки працювала актрисою в Армавірському драматичному театрі.
З 1971 року Поліна Шкуратова працювала в «Луганському академічному російському драматичному театрі імені П. Луспекаєва», де зіграла більше 150 ролей у спектаклях за п'єсами класичної та сучасної драматургії .

## Нагороди
- Нагороджена «Орденом Княгині Ольги» III ступеня (2009 рік), а також медаллю «За заслуги перед Луганщиною» III ступеня (2009 рік) та Грамотою Глави Луганській Народної Республіки (2015 рік).
- Указом Глави Луганської Народної Республіки від 15 березня 2016 року Шкуратової П. О. присвоєно Почесне звання «Народна артистка Луганської Народної Республіки».
- У 1992 році за виконання ролі цариці Ірини в спектаклі «Цар Федір Іоаннович» А. Толстого нагороджена дипломом фестивалю «Театральний Донбас».